# Hampstead Heath
Hampstead Heath er en park nord i London i England. Den har et areal på 320 ha. og indeholder 25 små damme, samt et gammelt skovlandskab, sump, hække og græsmarker. Dele af parken har status som værneområde med speciel videnskabelig betydning.
Parken ejes af Corporation of London, som også forvalter det meste af parken. Kenwood-området (0,5 km²) forvaltes af English Heritage. Det meste af parken (2,8 km²) ligger i bydelen Camden. De resterende 0,4 km² kaldes Hampstead Heath Extension og ligger i bydelen Barnet.
I parken ligger Parliament Hill som er en 98 meter høj bakke, hvor der er udsigt over London Skyline. Den går fra Hampstead til Highgate.
Blandt stationer nær parken er Gospel Oak og Hampstead Heath på North London Line i syd, Hampstead og Golders Green på Northern Line i vest, og Highgate og Archway på Northern Line i nord. Ved den sydlige spids af parken ligger Lido udendørsbassin, og nordover nær Highgate er to damme, hvor svømning er tilladt. Andre damme bruges til fiskeri, modelbåde og for dyreliv. Dele af området er kendt som mødested for homoseksuelle mænd ved nattetid.